# جزیره ابی
جزایر ابی، (به انگلیسی: Obi Islands) گروهی از جزایر استان ملوک کشور اندونزی می‌باشند. این جزیره در شمال جزیره‌های بورو و سرام قرار گرفته‌است. بزرگترین جزایر این گروه از جزایر جزیره ابی می‌باشد.